# 경해여자고등학교
경해여자고등학교(耕海女子高等學校)는 대한민국 경상남도 진주시 평거동에 있는 사립 고등학교이다.

## 학교 연혁
- 1984년 4월 30일 : 학교법인 선명학원 경해여자고등학교 설립(설립자 강명찬, 이사장 윤일선)
- 1984년 12월 29일 : 경해여자고등학교 설립인가
- 1985년 3월 1일 : 초대 한성욱 교장 취임
- 1985년 3월 6일 : 개교 및 신입생 입학식(신입생 297명)
- 1996년 9월 30일 : 생활관 개축
- 1997년 12월 20일 : 학생회관 완공
- 2002년 3월 1일 : 학급 증설 인가(38학급)
- 2002년 3월 19일 : 특별실 증축(물리/화학/지구과학실)
- 2003년 2월 5일 : 운동장 천연잔디 식재 및 골프 연습장 완공
- 2005년 3월 2일 : 소망관 개관(도서열람실, 정보검색실, 학생휴게실)
- 2007년 5월 1일 : 학교법인 명칭 변경(학교법인 경해학원)
- 2010년 2월 28일 : 교과 교실 완공(영어2실/수학2실/과학4실/사회1실)
- 2014년 9월 1일 : 학교법인 경해학원 강경종 이사장 취임
- 2023년 2월 9일 : 제36회 졸업식(졸업생 240명, 누계14,886명)
- 2023년 3월 1일 : 제8대 진영래 교장 취임
- 2023년 3월 2일 : 2023학년도 입학식(10학급 271명)

## 참고 자료
- 경해여자고등학교 - 한국교육학술정보원 학교알리미